# Hoplistocerus purpureoviridis
Hoplistocerus purpureoviridis är en skalbaggsart som beskrevs av Lane 1938. Hoplistocerus purpureoviridis ingår i släktet Hoplistocerus och familjen långhorningar. Inga underarter finns listade i Catalogue of Life.